# Félicien Mwanama Galumbulula
Félicien Mwanama Galumbulula (* 26. Oktober 1960 in Tshibala, Demokratische Republik Kongo) ist ein kongolesischer Geistlicher und römisch-katholischer Bischof von Luiza.

## Leben
Félicien Mwanama Galumbulula studierte zunächst am Priesterseminar in Kabwe und anschließend in Fano. Er empfing am 9. August 1987 das Sakrament der Priesterweihe. Bis 1992 war er in der Priesterausbildung in Luiza und Tschilomba tätig.
Ab 1992 studierte er an der Päpstlichen Universität Gregoriana und wurde im Fach Missionswissenschaft zum Dr. theol. promoviert. Anschließend studierte er Kanonisches Recht an der Päpstlichen Lateranuniversität, wo er im Jahr 2002 zum Dr. jur. can. promoviert wurde. Während dieser Zeit war er auch in der Seelsorge und als Vizekanzler des Bistums Rieti tätig.
Nach seiner Rückkehr in den Kongo war er Gastprofessor an der Katholischen Universität Bukavu und lehrte anschließend am Priesterseminar von Malole-Kananga, dessen Rektor er von 2004 bis 2006 war, und ab 2005 am Afrikanischen Missionsinstitut Kinshasa.
Seit 2006 war er Sekretär für Rechtsangelegenheiten der kongolesischen Bischofskonferenz, deren Generalsekretär er seit 2008 war.
Papst Franziskus ernannte ihn am 3. Januar 2014 zum Bischof von Luiza. Der Apostolische Nuntius im Kongo, Erzbischof Adolfo Tito Yllana, spendete ihm am 23. März desselben Jahres die Bischofsweihe. Mitkonsekratoren waren der Erzbischof von Kananga, Marcel Madila Basanguka, und sein Vorgänger als Bischof von Luiza, Léonard Kasanda Lumembu C.I.C.M.